# Archivrecht (Schweiz)
In der Schweiz ist das Archivrecht föderalistisch geregelt: Jeder Kanton hat ein eigenes Archivgesetz oder eine eigene Archivverordnung. Archivreglemente gibt es auch in einigen Städten und Gemeinden. Der Bund hat 1998 das "Bundesgesetz über die Archivierung" erlassen. Dieses hat jedoch auf die Kantone und die Gemeinden keine direkten Auswirkungen, obwohl die Kantone, die nach 1998 ein Gesetz ausgearbeitet haben, sich zumindest teilweise an den Regelungen des Bundes orientierten. Naturgemäss sind in einem föderalistischen Staat die Bestimmungen sehr unterschiedlich, beispielsweise in Bezug auf die Schutzfristen, obwohl in den Kantonen teilweise dieselben Aktenkategorien anfallen. Jedes Archiv steht in einer eigenen historisch-rechtlichen Tradition. Dazu ist – um nur ein Beispiel zu nennen – ein Staatsarchiv aus einem Universitätskanton in einem anderen Umfeld tätig als ein Archiv aus einem Kanton ohne Hochschule.

## Geschichte des Archivrechts
Bis in die 1980er Jahre bestand das Archivrecht grösstenteils aus Verordnungen der Exekutiven, in denen die Tätigkeit der Archive geregelt wurde. Ausnahme war der Kanton Genf, der bereits im Jahre 1925 ein "Loi sur les archives publiques" erliess. 1984 und 1989 bekamen auch die Kantone Jura und Neuenburg Archivgesetze. Die Auslöser für diese beiden Gesetze waren jedoch sehr unterschiedlich: Der neu gegründete Kanton Jura benötigte eine organisatorische Grundlage für das Staatsarchiv; im Kanton Neuenburg stellten sich zusätzliche Herausforderungen durch das Vorhandensein von neuen Datenträgern, zudem musste die Problematik der Schutzfristen geregelt werden.
Eine neue Entwicklung im Archivrecht setzte in den 1990er Jahren mit dem Erlass von Datenschutzgesetzen ein. Zu regeln waren in erster Linie die Anbietepflicht, das Recht zur Benützung und der Schutz der Persönlichkeit (Datenschutz). In der Folge entstanden Archivgesetze "neuen Typs". Bis heute hat neben dem Bund auch ein Grossteil der Kantone ein Archivgesetz erlassen.
Neben den eigentlichen Archivgesetzen und -verordnungen gibt es jedoch noch weitere spezialgesetzliche Normen, welche für die Archivierung wesentlich sind. So kennen beispielsweise der Bund und der Kanton Basel-Stadt Einschränkungen in Bezug auf die Anbietepflicht von Personalakten. Für die Zugänglichkeit von Archivgut können ausserdem Berufsgeheimnisse von Bedeutung sein, da deren Veröffentlichung gemäss Art. 321 des Strafgesetzbuches auf Antrag mit Busse oder Gefängnis bestraft werden kann. Ein Überblick über solche spezialgesetzliche Erlasse zu gewinnen, dürfte nur mit sehr grossem Aufwand möglich sein.

## Zugangsregelungen und Öffentlichkeitsgesetze
Einige Kantone haben die Bestimmungen über den Zugang zu archivierten Unterlagen in anderen Erlassen als den Archivgesetzen oder -verordnungen geregelt, der Kanton Wallis beispielsweise im Kulturförderungsgesetz sowie in dessen Ausführungsverordnung. In den Kantonen Bern, Solothurn und Waadt wird der Zugang im Wesentlichen nicht in einem Archivgesetz oder einer Archivverordnung, sondern in einem Öffentlichkeitsgesetz und in einer dazugehörigen Ausführungsverordnung geregelt ist. In diesen drei Kantonen gilt das Öffentlichkeitsprinzip: Grundsätzlich hat jede Person ein Recht auf Einsicht in amtliche Akten, soweit nicht überwiegende öffentliche oder private Interessen entgegenstehen – unabhängig von Schutz- oder Sperrfristen und unabhängig davon, ob sich diese in öffentlichen Archiven oder bei anderen Dienststellen befinden. Konsequenterweise enthalten die Archivgesetze und -verordnungen dieser Kantone nur sehr marginale (Waadt) oder gar keine (Solothurn) Bestimmungen über den Zugang zu archivierten Unterlagen. Der Bund sowie die Kantone Appenzell Ausserrhoden und Genf kennen das Öffentlichkeitsprinzip ebenfalls. Der Zugang zu archivierten Unterlagen ist aber dort hauptsächlich in den Archivgesetzen und -verordnungen geregelt.

## Archivgesetze und -verordnungen auf eidgenössischer und kantonaler Ebene
Eidgenossenschaft
- Bundesgesetz über die Archivierung vom 26. Juni 1998 (Archivierungsgesetz, BGA) (SR 152.1)
- Verordnung zum Bundesgesetz über die Archivierung vom 8. September 1999 (SR 152.11)
- Verordnung des Bundesgerichts zum Archivierungsgesetz vom 27. September 1999 (SR 152.21)
- Reglement vom 17. Januar 2006 über die Archivierung beim Bundesstrafgericht (SR 152.12)

Kanton Aargau
- Gesetz über die Information der Öffentlichkeit, den Datenschutz und das Archivwesen vom 24. Oktober 2006 (SAR 150.700)
- Verordnung  zum Gesetz über die Information der Öffentlichkeit, den Datenschutz und das Archivwesen (VIDAG) vom 26. September 2007 (SAR 150.711)

Kanton Appenzell Ausserrhoden
- Archivgesetz vom 1. Januar 2011 (bGS 421.10)
- Gesetz über Information und Akteneinsicht (Informationsgesetz) vom 28. April 1996 (bGS 133.1)
- Gesetz über den Datenschutz (bGS 146.1)

Kanton Appenzell Innerrhoden
- Datenschutz-, Informations- und Archivgesetz (DIAG) vom 28.04.2019 (cGS 172.800)
- Standeskommissionsbeschluss über die Aufbewahrung und Archivierung von Daten (StKB Archivierung) vom 19.11.2019 (cGS 432.101)

Kanton Basel-Landschaft
- Gesetz über die Archivierung (Archivierungsgesetz) vom 11. Mai 2006 (SGS 163)
- Verordnung zum Datenschutzgesetz vom 7. März 1991 (SGS 162)
- Verordnung zum Personalgesetz (Personalverordnung) vom 19. Dezember 2000 (SGS 150.11)
- Verordnung über die Aktenführung vom 17. Dezember 2002 (SGS 140.13)

Kanton Basel-Stadt
- Gesetz über das Archivwesen (Archivgesetz) vom 11. September 1996 (SG 153.600)
- Verordnung über die Registraturen und das Archivieren (Registratur- und Archivierungsverordnung) vom 13. Oktober 1998 (SG 153.610)
- Gesetz über den Schutz von Personendaten (Datenschutzgesetz) vom 18. März 1992 (SG 153.260)

Kanton Bern
- Gesetz vom 31. März 2009 über die Archivierung (ArchG; BSG 108.1)
- Verordnung vom 4. November 2009 über die Archivierung (ArchV; BSG 108.111)
- Gesetz über die Information der Bevölkerung vom 2. November 1993 (Informationsgesetz, IG; BSG 107.1)
- Verordnung über die Information der Bevölkerung vom 26. Oktober 1994 (Informationsverordnung, IV; BSG 107.111)
- Datenschutzgesetz vom 19. Februar 1986 (KDSG; BSG 152.04)
- Datenschutzverordnung vom 22. Oktober 2008 (DSV; BSG 152.040.1)

Kanton Freiburg
- Gesetz über die Archivierung und das Staatsarchiv vom 10.09.2015 (SGF 17.6)
- Reglement über die Archivierung (ArchR) vom 04.06.2019 (SGF 17.61)
- Richtlinien des Verwaltungsgerichts über die Vorarchivierung von Gerichtsakten und deren Ablieferung an das Staatsarchiv vom 10.06.2002 (SGF 150.421)
- Richtlinien des Kantonsgerichts über die Vorarchivierung von Gerichtsakten und deren Ablieferung an das Staatsarchiv vom 25.09.2000 (SGF 130.421)

Kanton Genf
- Loi sur l'information du public et l'accès aux documents (LIPAD) du 5 octobre 2001 (RSG A 2 08)
- Loi sur les archives publiques du 1 décembre 2000 (RSG B 2 15)
- Règlement d'application de la loi sur les archives publiques du 21 août 2001 (RSG B 2 15.01)
- Règlement fixant les tarifs des émoluments des Archives d’Etat de Genève du 20 août 2014 (RSG B 2 15.03)

Kanton Glarus
- Gesetz über die Information der Öffentlichkeit, den Datenschutz und das Archivwesen vom 05.09.2021 (GS I F/1)
- Verordnung zum Gesetz über die Information der Öffentlichkeit, den Datenschutz und das Archivwesen vom 08.11.2022 (GS I F/2)

Kanton Graubünden
- Gesetz über die Aktenführung und Archivierung (GAA) vom 28. August 2015 (BR 490.000)
- Verordnung zum Gesetz über die Aktenführung und Archivierung (VAA) vom 22. Dezember 2015 (BR 490.010)
- Kantonales Datenschutzgesetz (KDSG) vom 10. Juni 2001 (BR 171.100)

Kanton Jura
- Loi sur l'archivage du 20 octobre 2010 (RSJU 441.21)
- Ordonnance concernant l’administration des archives communales du 6 décembre 1978 (RSJU 441.212)
- Ordonnance concernant la commission des archives du 17 mai 2011 (RSJU 441.213)

Kanton Luzern
- Gesetz über das Archivwesen (Archivgesetz) vom 16. Juni 2003 (SRL 585)
- Verordnung zum Archivgesetz (Archivverordnung) vom 9. Dezember 2003 (SRL 586)

Kanton Neuenburg
- Loi sur les archives de l'Etat du 9 octobre 1989 (RSN 442.20)
- Arrêté versant définitivement le double du fichier du ministère public au service des archives de l'Etat du 19 février 1992 (RSN 442.22)
- Règlement d'exécution de la loi sur l'archivage du 25 mai 2021 (RSN 442.23)
- Arrêté fixant le tarif des émoluments perçus en application de la loi sur l'archivage du 5 mai 2018 (RSN 442.24)

Kanton Nidwalden
- Gesetz über die Aktenführung und die Archivierung vom 17. Dezember 2008 (Archivierungsgesetz, ArchG) (NG 323.1)
- Vollzugsverordnung zum Archivierungsgesetz vom 7. April 2009 (Archivierungsverordnung, ArchV) (NG 323.11)

Kanton Obwalden
- Verordnung über das Staatsarchiv vom 18. Oktober 1996 (GDB 131.21)
- Gesetz über den Datenschutz (Datenschutzgesetz) vom 1. November 2008 (GDB 137.1)

Kanton St. Gallen
- Gesetz über Aktenführung und Archivierung (GAA) vom 19. April 2011 (sGS 147.1)
- Verordnung über Aktenführung und Archivierung (VAA) vom 19. März 2019 (sGS 147.11)

Kanton Schaffhausen
- Gemeindearchivordnung vom 27. Oktober 2009 (SHR 120.101)
- Verordnung über das Staatsarchiv und die Archivierung der Verwaltungsakten (Archivverordnung) vom 8. Februar 1994 (SHR 172.301)
- Verordnung des Obergerichts über die Archivierung der Justizakten vom 26. August 1988 (SHR 320.111)

Kanton Schwyz
- Archivgesetz (SRSZ 140.610)
- Archivverordnung vom 8. März 2016 (SRSZ 140.611)
- Gesetz über die Öffentlichkeit der Verwaltung und den Datenschutz vom 23. Mai 2007  (SRSZ 140.410)

Kanton Solothurn
- Informations- und Datenschutzgesetz vom 21. Februar 2001 (BGS 114.1)
- Informations- und Datenschutzverordnung vom 10. Dezember 2001 (BGS 114.2)
- Archivgesetz  vom 25. Januar 2006  (BGS 122.51)
- Archivverordnung (ArchivVO) vom 23. Oktober 2006  (BGS 122.511)

Kanton Tessin
- Legge sull’archiviazione e sugli archivi pubblici (LArch) del 15 marzo 2011 (CAN 164.100)
- Regolamento della legge sull’archiviazione e sugli archivi pubblici del 28 marzo 2012 (CAN 164.110)

Kanton Thurgau
- Gesetz über Aktenführung und Archivierung vom 20. Mai 2020 (RB 432.10)

Kanton Uri
- Archivreglement vom 4. Juni 2002 (UR 10.6212)

Kanton Waadt
- Loi sur l'information du 24 septembre 2002 (LInfo) (BLV 170.21)
- Règlement d'application de la loi du 24 septembre sur l'information (RLInfo)  (BLV 170.21.1)
- Règlement de l’ordre judiciaire sur l’information (ROJI) du 13 juin 2006  (BLV 170.21.2)
- Loi sur la protection des données personnelles du 11 septembre 2007 (LPrD)(BLV 172.65)
- Règlement d'application de la loi du 11 septembre 2007 sur la protection des données personnelles, du 29 octobre 2008 (RLPrD) (172.65.1)
- Loi sur l'archivage du 14 juin 2011 (LArch) se (BLV 432.11)
- Règlement d’application de la loi du 14 juin 2011 sur l’archivage, du 19 décembre 2011 (BLV 432.11.1)
- Arrêté ordonnant la remise aux Archives cantonales des anciens plans cadastraux et terriers,  13 août 2001 432.11.1.2)
- Arrêté ordonnant la remise aux Archives cantonales des anciens registres et autres documents du gouvernement antérieurs à 1803, en vigueur dès le 22 janvier 1946 (BLV 432.11.1.1)

Kanton Wallis
- Gesetz über die Information der Öffentlichkeit, den Datenschutz und die Archivierung (SGS 170.2)
- Kulturförderungsgesetz (KFG) vom 15. November 1996 (SGS 440.1)
- Reglement zur Kulturförderung vom 7. Juli 1999 (SGS 440.100)
- Reglement betreffend die Archive der Staatsverwaltung vom 17. November 1982 (SGS 440.102)
- Règlement sur l’archivage des dossiers judiciaires du 5 septembre 2005 (RDV 173.102)

Kanton Zug
- Archivgesetz vom 29. Januar 2004 (BGS 152.4)
- Datenschutzgesetz vom 28. September 2000  (BGS 157.1)
- Datensicherheitsverordnung (DSV) vom 16. Januar 2007  (BGS 157.12)

Kanton Zürich
- Archivgesetz vom 24. September 1995 (LS 170.6)
- Archivverordnung vom 9. Dezember 1998 (LS 170.61)